# Voetbal International
Voetbal International (VI) ist ein niederländisches Fußballmagazin, welches von dem Verlagshaus PXR veröffentlicht wird. Es wurde 1965 gegründet und ist das älteste noch existierende niederländische Fußballmagazin. Das Magazin hatte im Jahr 2025 eine Auflage von 27.590 Exemplaren. VI ist Gründungsmitglied der ESM (European Sports Media), einem Zusammenschluss von Fußballpublikationen zu dem auch das deutsche Kicker-Sportmagazin gehört. Seit 2007 ist es allerdings nicht mehr Teil der Gruppe.
Neben dem regulären Magazin, das jeden Mittwoch erscheint, veröffentlicht VI jeden Sommer vor Beginn der niederländischen Ligasaison eine Saisonvorschau. Sie enthält einen Leitfaden für die kommende Saison, der die Spielpläne sowie Informationen und Statistiken aller Eredivisie- und Eerste-Divisie-Mannschaften und ihrer Spieler enthält. Es gibt auch Saisonvorschauen der englischen, deutschen, französischen, belgischen und spanischen Liga sowie für die niederländischen Hoofdklasse, der höchsten Amateurliga des Landes. Ab 1978 veröffentlichte VI jedes Jahr nach Saisonende ein Jahrbuch mit einer Übersicht über die niederländischen Profiligen und den Ergebnissen der Fußballnationalmannschaft sowie über internationale Turniere. Seit 2006 veröffentlicht VI das Brinvest Voetbaljaarboek.
Von 2008 bis 2015 lief auf dem Fernsehsender RTL 7 eine Sendung, die ebenfalls den Namen Voetbal International trug. Sie hatte davor den Namen Voetbal Insite getragen und wurde von dem Magazin finanziert. Voetbal International wurde am 21. Oktober 2011 mit dem „Goldenen Fernsehring 2011“ als bestes Fernsehprogramm des Jahres ausgezeichnet. Ab 2015 trug das Programm wieder den alten Namen und wurde 2018 schließlich eingestellt.
Am 7. Juni 2017 wählte das Magazin den Argentinier Lionel Messi zum besten Fußballer der Geschichte nach einer Abstimmung, um die 100 besten Fußballer aller Zeiten zu ermitteln. Messi belegte den ersten Platz vor seinem Landsmann Diego Maradona und der niederländischen Legende Johan Cruyff, die jeweils Zweiter und Dritter wurden.